# Efecto Early

Figura 1. Arriba: Ancho de la región de deplexión colector-base, de un Transistor NPN para un bajo voltaje de polarización inversa;
Abajo: Región de deplexión colector-base, más amplia, debido a un voltaje de polarización inversa más elevado.

Figura 2. Voltage Early (V_{A}) como se mostraría en una gráfica característica de un BJT.

El Efecto Early, nombrado así en honor a su descubrimiento por James M. Early, es la variación en el grosor de la región de deplexión (depletion regions) base-colector, en un transistor BJT debido a la variación del voltaje de base a colector. Mientras exista una mayor polarización inversa a través de la unión colector-base la región de deplexión aumentará su tamaño, disminuyendo la cantidad de los portadores de carga en la base. 
En la Figura 1, en la zona P, la base es de color verde y su región de deplexión es la parte verde claro rayada, mientras que en la zona N, el emisor y colector son azules y sus respectivas regiones de deplexión son azules con rayas. Una vez incrementada la polarización inversa entre colector y base, la parte de abajo de la Figura 1 muestra cómo las regiones de deplexión de la base se expanden, así como la capa N del colector.
La región de deplexión del colector se expande aún más que la de la base, porque el colector posee menos dopado. El principio que controla estas dos anchuras es la neutralidad de cargas. El cambio en la región de deplexión del colector no es relevante, ya que el colector es mucho más grande que la base. Por el contrario, la unión emisor-base permanece sin cambios debido a que el voltaje emisor-base es el mismo.
El ensanchamiento de la región de deplexión de la base trae consigo dos consecuencias que afectan directamente a la corriente del colector:
- Hay menor probabilidad de recombinación en la región "pequeña" de la base, puesto que se ha reducido respecto a su tamaño original.
- El gradiente de carga se incrementa entre el colector y la base ya que ha aumentado la región de deplexión y, en consecuencia, la corriente de portadores minoritarios inyectados a través de la unión colector-base, {\displaystyle I_{CB0}}, se incrementa.

Estos dos factores incrementan la corriente de colector o de salida del transistor, con un incremento en el voltaje de colector. Esta incrementa la corriente mostrada en la Figura 2. 
Las líneas tangentes a las de corriente de base, a voltajes altos, se extrapolan o alargan hacia atrás hasta tocar el eje X o de voltaje, esta intersección es el  Voltaje de Early, normalmente se escribe con el símbolo  VA.

## Modelo a gran señal
En la región activa directa el Efecto Early modifica la corriente de colector ({\displaystyle I_{\mathrm {C} }}) y la ganancia de corriente ({\displaystyle \beta _{\mathrm {F} }}), descritas con las siguientes ecuaciones:
{\displaystyle {\begin{aligned}I_{\mathrm {C} }&=I_{\mathrm {S} }e^{\frac {V_{\mathrm {BE} }}{V_{\mathrm {T} }}}\left(1+{\frac {V_{\mathrm {CE} }}{V_{\mathrm {A} }}}\right)\\\beta _{\mathrm {F} }&=\beta _{\mathrm {F0} }\left(1+{\frac {V_{\mathrm {CE} }}{V_{\mathrm {A} }}}\right)\end{aligned}}}

Donde:
- {\displaystyle V_{\mathrm {CE} }}  Es el voltaje colector-emisor.
- {\displaystyle V_{\mathrm {T} }} Es el voltaje térmico {\displaystyle \mathrm {kT/q} }
- {\displaystyle V_{\mathrm {A} }} Es el Voltaje de Early (típicamente de 15 V a 150 V; menor para equipos más pequeños)
- {\displaystyle \beta _{\mathrm {F0} }} Es la ganancia de corriente en polarización cero.

Algunos modelos corrigen el factor de corriente de colector en base al voltaje de colector-base VCB en lugar de usar el voltaje de colector-emisor VCE. Usando VCB puede ser más probable físicamente, de acuerdo al origen físico de este efecto, en el cual la anchura de la capa de agotamiento del colector-base dependen en VCB. Modelos computacionales como el utilizado en SPICE usa en voltaje colector-base.

## Modelo a pequeña señal
El efecto Early puede ser utilizado para análisis a pequeña señal como una resistencia definida como:
{\displaystyle r_{O}={\frac {V_{A}+V_{CE}}{I_{C}}}\approx {\frac {V_{A}}{I_{C}}}}
Está en paralelo con la unión colector-emisor del transistor. Esta resistencia puede contar como una resistencia de salida para un espejo de corriente o un amplificador de emisor común.
El modelo usado en SPICE, usando {\displaystyle V_{CB}} la resistencia está dada por:
{\displaystyle r_{O}={\frac {V_{A}+V_{CB}}{I_{C}}}}
En cualquier ecuación {\displaystyle r_{O}} varía con el {\displaystyle V_{CB}} en polarización inversa en CC, como se observa en la práctica [cita requerida]
En los MOSFET la resistencia de salida está dada por el modelo de Shichman–Hodges model (precisa en tecnología antigua) como:
{\displaystyle r_{O}={\frac {1+\lambda V_{DS}}{\lambda I_{D}}}={\frac {1}{I_{D}}}\left({\frac {1}{\lambda }}+V_{DS}\right)}
Donde: 
- {\displaystyle V_{DS}}  = Es el voltaje Drenador-Surtidor (Drain-Source)
- {\displaystyle I_{D}} = Corriente de Drenador (Drain)
- {\displaystyle \lambda } = Modulación del parámetro de longitud del canal, usualmente inversamente proporcional a la longitud de canal L. Debido a la semejanza con el resultado del BJT, la terminología del "Efecto Early" suele ser también aplicada a los MOSFET.